# Франк Лаво
Франк Лаво (фр. Franck Lavaud; 1903 — 1986) — державний, політичний і військовий діяч Гаїті. Тимчасовий президент Гаїті (11 січня — 16 серпня 1946; 10 травня — 6 грудня 1950). Офіцер армії, генерал. Двічі очолював військову хунту разом із Полем Маглуаром та Антуаном Леве.